# Liste der Geotope im Landkreis Aschaffenburg
Diese Liste enthält 36 (Stand August 2016) Geotope des unterfränkischen Landkreises Aschaffenburg in Bayern.
Die Liste enthält die amtlichen Bezeichnungen für Namen und Nummern des Bayerischen Landesamt für Umwelt (LfU) sowie deren geographische Lage. Diese Liste ist möglicherweise unvollständig. Im Geotopkataster Bayern sind etwa 3.400 Geotope (Stand März 2020) erfasst. Das LfU sieht einige Geotope nicht für die Veröffentlichung im Internet geeignet. Einige Objekte sind zum Beispiel nicht gefahrlos zugänglich oder dürfen aus anderen Gründen nur eingeschränkt betreten werden.
| Name                                                      | Bild           | Geotop ID | Gemeinde / Lage                 | Geologische Raumeinheit | Beschreibung | Fläche m² / Ausdehnung m | Geologie | Aufschlussart       | Wert               | Schutzstatus                                           | Bemerkung                       |
| --------------------------------------------------------- | -------------- | --------- | ------------------------------- | ----------------------- | --- | ------------------------ | --- | ------------------- | ------------------ | ------------------------------------------------------ | ------------------------------- |
| Goldbacher-Gneis Aufschluss SE von Kleinostheim           |                | 661A002   | Mainaschaff Position            | Untermain-Ebene         | Der Goldbacher Gneis ist hier nur noch an der Wurzel eines Baumes etwa 2 m breit aufgeschlossen. Der Ort wird heute als Mountainbike-Übungsplatz genutzt und wurde dafür mit Sand zugeschüttet und völlig umgestaltet. | 50 10 × 5                | Typ: Gesteinsart Art: Muscovit-Biotit-Gneis                                                                    | Steinbruch          | bedeutend          | Landschaftsschutzgebiet, Naturpark                     |                                 |
| Olivinnephelinit im Strietwald SE von Kleinostheim        | weitere Bilder | 661A003   | Mainaschaff Position            | Untermain-Ebene         | Über eine sehr steile Treppe gelangt man vom Kulturweg in die Teschenhöhle. Eine Informationstafel erläutert das anstehende Gestein. Es sind Schlottuffe mit Olivinnephelinbomben. Die Mulde ist sehr stark zugewachsen, so dass die Aufschlusswand nicht zugänglich und kaum sichtbar ist. | 20000 200 × 100          | Typ: Gesteinsart Art: Nephelinit                                                                               | Steinbruch          | bedeutend          | Landschaftsschutzgebiet, Naturpark                     |                                 |
| Phonolithbruch Rückersbacher Schlucht W von Johannesberg  | weitere Bilder | 671A001   | Kleinostheim Position           | Vorspessart             | In einem kleinen aufgelassenen Steinbruch sind nur noch in einer schmalen engen Schlucht stark verwitterte Reste von Phonolith anstehend. Der tephritische Phonolith ist stark geklüftet und im westlichen Teil durch gebirgsrandparallele Störungen brekziiert. Dies ist das einzige Phonolithvorkommen Bayerns. | 200 20 × 10              | Typ: Gesteinsart Art: Phonolith                                                                                | Steinbruch          | wertvoll           | Landschaftsschutzgebiet, Naturpark                     |                                 |
| Dolomitbruch am Gräfenberg S von Rottenberg               | weitere Bilder | 671A002   | Hösbach Position                | Spessart                | Anstehend ist hier Zechsteindolomit, der im unteren Bruchbereich dünnbankig, nach oben hin dickbankig bis massig ausgebildet ist. Der angewitterte, bituminöse Dolomit weist im unteren Bereich zahlreiche mit Calcit gefüllte Drusen (rauhwackenähnlich) und Barytgänge auf. Die Steinmergel des höheren Zechsteins sind kaum noch zugänglich, Verkarstungstrichter und Flözberge des Kristallins sind nicht mehr zu beobachten. Der Bruch ist inzwischen nicht mehr öffentlich zugänglich. | 1600 80 × 20             | Typ: Gesteinsart, Mineralien Art: Dolomitstein, Rauhwacke                                                      | Steinbruch          | wertvoll           | Naturdenkmal, Landschaftsschutzgebiet, Naturpark       |                                 |
| Straßenaufschluss SW von Wesemichshof                     | weitere Bilder | 671A003   | Kleinkahl Position              | Spessart                | An der Straße ist massiger gelblicher Zechsteindolomit aufgeschlossen, der an steilen Störungen zum Teil brekziiert ist. Wurzelbildung und Schwerspatgänge sind oberhalb der Straße gut sichtbar. | 550 25 × 22              | Typ: Gesteinsart, Mineralien Art: Dolomitstein                                                                 | Böschung            | wertvoll           | Landschaftsschutzgebiet, Naturpark                     |                                 |
| Ellet-Stein am Kalbsbuckel bei Kleinostheim               | weitere Bilder | 671A005   | Kleinostheim Position           | Untermain-Ebene         | Oberhalb der Straße ragt aus den Bäumen anstehender Staurolith-Granat-Plagioklas-Gneis hervor. Ein Kreuz ist auf dem Buckel, sowie eine Gedenktafel für Ketteler am Felsen angebracht. | 80 10 × 8                | Typ: Gesteinsart, Mineralien, Felswand/-hang Art: Staurolith-Granat-Plagioklas-Gneis                           | Hanganriss/Felswand | wertvoll           | Landschaftsschutzgebiet, Naturpark                     |                                 |
| Gneisfelsen NNW von Stockstadt                            | weitere Bilder | 671A006   | Stockstadt am Main Position     | Untermain-Ebene         | Am Dorfplatz von Stockstadt befindet sich eine kleine Felsgruppe von Grundgebirgsgestein, der die Mainschotter durchragt. Es ist ein Gneis aus dem Rotgneis-Komplex, der von einer Marienstatue geschmückt wird. | 32 8 × 4                 | Typ: Gesteinsart, Härtling Art: Muscovit-Biotit-Gneis                                                          | Steinbruch          | bedeutend          | kein Schutzgebiet                                      |                                 |
| Felsgruppe Königssitz WNW von Kleinostheim                | weitere Bilder | 671A007   | Stockstadt am Main Position     | Untermain-Ebene         | Umringt von Autobahnauffahrten befinden sich in einer sehr zugewachsenen Mulde Reste vom ehemaligen Abbau von Goldbacher Gneis. Es sind verwitterte Felsen, die nebeneinander aufgereiht sind. | 450 30 × 15              | Typ: Gesteinsart Art: Muscovit-Biotit-Gneis                                                                    | Steinbruch          | bedeutend          | kein Schutzgebiet                                      |                                 |
| Sandsteinaufschluss NW von Schloss Mespelbrunn            | weitere Bilder | 671A008   | Mespelbrunn Position            | Spessart                | Auf einem Privatparkplatz ist hier Heigenbrücker Sandstein der Gelnhausenfolge aufgeschlossen. | 1000 100 × 10            | Typ: Gesteinsart Art: Sandstein                                                                                | Böschung            | bedeutend          | Naturpark                                              |                                 |
| Sandsteinbruch NE von Röderhof                            | weitere Bilder | 671A009   | Schöllkrippener Forst Position  | Spessart                | Im ehemaligen Sandsteinbruch sind typische Ablagerungsformen und Gesteinsausbildungen des Heigenbrücker Sandsteins (Gelnhausen Folge) aufgeschlossen. Unterhalb der Wegeböschung steht Bröckelschiefer an. Der Aufschluss ist ausgeholzt und sehr gepflegt. | 1000 100 × 10            | Typ: Schichtfolge Art: Sandstein                                                                               | Steinbruch          | bedeutend          | Landschaftsschutzgebiet, Naturpark                     |                                 |
| Felsgruppe am Wildpark N von Haibach                      | weitere Bilder | 671A010   | Haibach Position                | Vorspessart             | Oberhalb vom Wildpark von Haibach ragt eine steil stehende Felsgruppe von geklüftetem Biotitgneis heraus, die sich noch weiter in den Wald verfolgen lässt. Der Aufschluss ist gut erhalten und wird von Kindern gerne als Kletterfelsen genutzt. | 48 8 × 6                 | Typ: Gesteinsart Art: Biotit-Gneis                                                                             | Hanganriss/Felswand | bedeutend          | Naturdenkmal                                           |                                 |
| Ehemaliger Sandsteinbruch bei Heigenbrücken               |                | 671A011   | Heigenbrücken Position          | Spessart                | Der Bruch bietet einen Einblick in die Typlokalität des Heigenbrückener Sandsteins. Er liegt NE des Bahnhofs im Neubaugebiet, ist seit langem aufgelassen, aber immer noch in gutem Zustand. | 175 35 × 5               | Typ: Typlokalität Art: Sandstein                                                                               | Steinbruch          | besonders wertvoll | Naturpark                                              |                                 |
| Aufschluss am Lindenberg NE von Laufach                   |                | 671A012   | Laufach Position                | Vorspessart             | Der ehemalige Aufschluss von Muskovit-Biotit-Schiefer ist inzwischen aufgefüllt und zugewachsen. Anstehendes Gestein ist nicht mehr sichtbar. Nur noch ein paar Lesesteine sind vorhanden. | 4 2 × 2                  | Typ: Gesteinsart Art: Muscovit-Biotit-Gneis                                                                    | Böschung            | bedeutend          | Landschaftsschutzgebiet, Naturpark                     |                                 |
| Steinbruch an der Straße Eichenberg-Sailauf               |                | 671A013   | Sailauf Position                | Vorspessart             | In dem Steinbruch wurde Muskovit-Biotit-Gneis (Haibacher Gneis) innerhalb der Glimmerschiefer-Paragneis-Gruppe abgebaut. | 60 20 × 3                | Typ: Gesteinsart Art: Muscovit-Biotit-Gneis                                                                    | Steinbruch          | wertvoll           | Landschaftsschutzgebiet, Naturpark                     |                                 |
| Steinbruch E von Hörstein                                 | weitere Bilder | 671A014   | Alzenau Position                | Vorspessart             | In dem Steinbruch wurde Amphibolit der Hörstein-Huckelheim-Formation abgebaut. Der Bruch ist sehr zugewachsen, die Steinbruchwände kaum erreichbar. | 500 50 × 10              | Typ: Gesteinsart Art: Amphibolit                                                                               | Steinbruch          | bedeutend          | Landschaftsschutzgebiet, Naturpark                     |                                 |
| Steinbruch zwischen Hörstein und Hohl                     | weitere Bilder | 671A015   | Alzenau Position                | Vorspessart             | In dem inzwischen sehr zugewachsenen Steinbruch wurde Staurolith-Granat-Plagioklas-Gneis der Mömbris-Formation abgebaut. | 500 50 × 10              | Typ: Gesteinsart Art: Staurolith-Granat-Plagioklas-Gneis                                                       | Steinbruch          | bedeutend          | Landschaftsschutzgebiet, Naturpark                     |                                 |
| 1. Quarzitzug NW von Gunzenbach                           | weitere Bilder | 671A016   | Mömbris Position                | Vorspessart             | Im sehr zugewachsenen Aufschluss ist roter, plattig bis bankig absondernder Quarzit und Quarzitschiefer mit Zwischenlagen von quarzreichen Glimmerschiefern zu sehen. Der Gesteinsverband zeigt die ursprünglich sedimentär angelegte Wechselschichtung. | 150 30 × 5               | Typ: Schichtfolge Art: Quarzit                                                                                 | Steinbruch          | wertvoll           | Naturpark                                              |                                 |
| 1. Quarzitzug S von Molkenberg                            | weitere Bilder | 671A017   | Mömbris Position                | Vorspessart             | Neben der Straße ist hinter einem Wohnhaus Quarzit bis Quarzitschiefer in einem ehemaligen Steinbruch aufgeschlossen. Er ist an Scherklüften zergliedert und plattig bis bankig absondernd. | 500 100 × 5              | Typ: Gesteinsart Art: Quarzit                                                                                  | Steinbruch          | bedeutend          | Naturpark                                              |                                 |
| Ehemaliger Steinbruch E von Strötzbach                    | weitere Bilder | 671A018   | Mömbris Position                | Vorspessart             | Der ehemalige Steinbruch von Granat-Plagioklas-Gneis ist mittlerweile sehr eingewachsen und mit Schutt aufgefüllt, so dass die Grubenwände nicht zugänglich sind. | 200 20 × 10              | Typ: Gesteinsart Art: Granat-Plagioklas-Gneis                                                                  | Steinbruch          | bedeutend          | Landschaftsschutzgebiet, Naturpark                     |                                 |
| Steinbruch an der Herrnmühle ESE von Michelbach           | weitere Bilder | 671A019   | Alzenau Position                | Vorspessart             | In dem kleinen Steinbruch wurde rötlicher, quarzitischer Glimmerschiefer abgebaut. Heute ist der Aufschluss etwas zugewachsen. | 300 30 × 10              | Typ: Gesteinsart Art: Glimmerschiefer                                                                          | Steinbruch          | wertvoll           | Landschaftsschutzgebiet, Naturpark                     |                                 |
| Quarzitblöcke am Hahnenkamm SE von Kälberau               | weitere Bilder | 671A020   | Alzenau Position                | Vorspessart             | Die Quarzitblöcke am Hahnenkamm gehören zum 4. Quarzitzug im Vorspessart (Hahnenkamm-Quarzit). Am Hang verteilt liegen weitere, verwitterte und nicht anstehende Quarzitblöcke. | 2 2 × 1                  | Typ: Gesteinsart Art: Quarzit                                                                                  | Block               | wertvoll           | Landschaftsschutzgebiet, Naturpark                     |                                 |
| Grube NW von Oberhemsbach                                 |                | 671A021   | Alzenau Position                | Vorspessart             | Der ehemalige Steinbruch von Paragneis ist zugewachsen und mit Boden bedeckt. Anstehendes Gestein ist nicht mehr sichtbar. | 50 10 × 5                | Typ: Gesteinsart Art: Gneis                                                                                    | Steinbruch          | bedeutend          | Landschaftsschutzgebiet, Naturpark                     |                                 |
| Steinbruch S von Erlenbach                                |                | 671A022   | Hösbach Position                | Vorspessart             | In dem verwachsenen Steinbruch wurde Schöllkrippener Gneis aus dem Rotgneis-Komplex abgebaut. | 60 20 × 3                | Typ: Gesteinsart Art: Muscovit-Biotit-Gneis                                                                    | Steinbruch          | wertvoll           | Naturpark                                              |                                 |
| Keiner-Bruch SE von Oberbessenbach                        | weitere Bilder | 671A024   | Bessenbach Position             | Spessart                | Auf dem Kulturweg 2 befindet sich der ehemalige Sandsteinbruch Keiner. Hier wurde rotbrauner bis blassroter, fein- bis mittelkörniger mittel- bis dickbankiger Heigenbrücker Sandstein abgebaut. Der Bruch ist etwas zugewachsen und wird heute von Kletterern benutzt. | 13600 170 × 80           | Typ: Gesteinsart Art: Sandstein                                                                                | Steinbruch          | bedeutend          | Landschaftsschutzgebiet, Naturpark                     |                                 |
| Steinbruch WSW von Brücken                                |                | 671A027   | Mömbris Position                | Vorspessart             | Im Steinbruch bei Hemsbach sind granathaltige Glimmerschiefer bis Quarzitschiefer der Geiselbachformation anstehend. Darin sind bis zu 1 cm starke Lagen aus dichten, glimmerarmen Quarziten eingeschaltet. Der Quarzit enthält Hellglimmer und selten etwas Turmalin. | 90100 530 × 170          | Typ: Gesteinsart Art: Quarzit                                                                                  | Steinbruch          | wertvoll           | Naturpark                                              |                                 |
| Sandsteinbruch am Parkplatz Wodianka SW von Heigenbrücken | weitere Bilder | 671A030   | Forst Hain im Spessart Position | Spessart                | Gegenüber der Wodianka-Hütte befindet sich auf der anderen Straßenseite ein ehemaliger Buntsandsteinbruch. Der rotbraune bis blassrote, mittelkörnige Sandstein gehört zum Heigenbrückener Sandstein. | 7000 140 × 50            | Typ: Schichtfolge Art: Sandstein                                                                               | Steinbruch          | wertvoll           | Landschaftsschutzgebiet, Naturpark                     |                                 |
| Zechstein-Aufschluss am Sportplatz S von Feldkahl         | weitere Bilder | 671A031   | Hösbach Position                | Vorspessart             | Am SW-Rand des Golfplatzes am Sportplatz des TSV Feldkahl ist an einer langgezogenen Felswand gebankter Zechsteindolomit aufgeschlossen. Klüfte führen gelegentlich Baryt (teilweise kleine Kristalle). | 2700 270 × 10            | Typ: Gesteinsart, Schichtfolge, Mineralien Art: Dolomitstein                                                   | Felshang/Felskuppe  | wertvoll           | kein Schutzgebiet                                      |                                 |
| Steinbruch am Wendelberg W von Haibach                    | weitere Bilder | 671A032   | Haibach Position                | Vorspessart             | Im ehemaligen Steinbruch wurde Biotit-Gneis abgebaut. Der Wendelberg-Gneis ist ein kleinkörniger Gneis mit einer deutlichen Paralleltextur. Örtlich sind pegmatitische Schlieren zu beobachten, die die Gneissubstanz verdrängten und offenbar jüngeres Alter besitzen. In den Pegmatitgängen wurden sammelwürdige Minerale gefunden, wie Turmalin, Apatit und Ilmenit, selten auch Beryll, großtafelige Muskovite und Biotite. Spessartin wurde erstmals am Wendelberg gefunden. | 20000 200 × 100          | Typ: Gesteinsart, Mineralien Art: Biotit-Gneis                                                                 | Steinbruch          | wertvoll           | Naturpark                                              |                                 |
| Steinbruch und Felsen SW von Rückersbach                  | weitere Bilder | 671A033   | Kleinostheim Position           | Vorspessart             | Im alten Steinbruch am Hexenhäuschen ist eine Wechsellagerung von Granat-Plagioklas-Gneis und Glimmerschiefer aufgeschlossen. Oberhalb des Steinbruchs folgt an den Hängen des Rückersbaches der landschaftlich reizvollste Teil der Schlucht: Felsgruppen aus Staurolith-Granat-Plagioklas-Gneis auf etwa 500 m Länge. | 750 30 × 25              | Typ: Gesteinsart, Felsgruppe Art: Granat-Plagioklas-Gneis, Glimmerschiefer, Staurolith-Granat-Plagioklas-Gneis | Steinbruch          | bedeutend          | Landschaftsschutzgebiet, Naturpark                     |                                 |
| Kupferbergwerk Wilhelmine E von Sommerkahl                | weitere Bilder | 671G001   | Sommerkahl Position             | Spessart                | Spektakuläre Tapeten von farbenprächtigen Kupfermineralen, insbesondere dem grünen Malachit und dem blauen Azurit überziehen die Steinbruchwände der Kupfererzgrube Wilhelmine. Die Kupferminerale befinden sich in einem Orthogneis, der vor etwa 335 Millionen Jahren während der variszischen Gebirgsbildung entstanden ist. Hydrothermale Gänge führen als Erze Buntkupferkies (Bornit), silberhaltiges Arsenfahlerz (Tennantit), Kupferkies und Pyrit neben Quarz und Schwerspat als Gangarten. Das Geotop gehört zu Bayerns hundert schönsten Geotopen und wird vor Ort mit einer entsprechenden Infotafel erläutert. | 5000 100 × 50            | Typ: Stollen Art: Gneis                                                                                        | Steinbruch          | besonders wertvoll | Naturpark                                              | Bayerns schönste Geotope Nr. 23 |
| Kupferschiefergrube Hilfe Gottes NE von Großkahl          |                | 671G002   | Kleinkahl Position              | Spessart                | Der Bergbau auf Kupferschiefer ist hier urkundlich seit 1454 belegt und wurde mit Unterbrechungen bis 1835 fortgesetzt. Gewonnen wurden Kupfer, Blei und Silber. Am Hang des Habersberges sind die kreisrunde Pinge des früheren Förderschachts und Halden als Bergbauzeugen erhalten. Auf den Halden ist Kupferschiefer mit Spuren von Blei- und Kupfermineralien zu finden. Die früheren Mundlöcher des Alten Kahler Stollens und des Maximiliansstollens sollen noch anhand von austretenden Grubenwässern zu lokalisieren sein. Das Areal ist als Bodendenkmal ausgewiesen (Abb. 3, hellrote Fläche, Denkmal-Nr. D-6-5821-0026). Ein Teil des früheren Bergbaugeländes ist leider von einer Erdaushubdeponie überschüttet. | 0 keine Angabe           | Typ: Halde, Pinge/nfeld Art: Tonstein, Buntmetallerz                                                           | Pinge               | wertvoll           | Bodendenkmal, Landschaftsschutzgebiet, Naturpark       |                                 |
| Kupferschiefer-Bergbau am Rothen Rain NE von Sailauf      | weitere Bilder | 671G003   | Sailaufer Forst Position        | Vorspessart             | Der mittelalterliche Duckelbergbau auf Kupferschiefer hat hier eine große Anzahl von Pingen hinterlassen. Beim Duckelbergbau wurde ein Schacht bis in den Kupferschiefer abgeteuft und dieser abgebaut. Anschließend wurde der Kupferschiefer seitlich abgegraben. Ehe Stützmaßnahmen erforderlich wurden, wurde stattdessen in einiger Entfernung ein neuer Schacht abgeteuft. Gewonnen wurden Kupfer und Blei. Die Schachtpingen sind noch bis 3 m tief, die Halden haben Durchmesser bis 30 m. Das Gelände ist Bodendenkmal (Denkmal-Nr. D-6-5921-0048). | 357500 650 × 550         | Typ: Pinge/nfeld, Schacht Art: Tonstein                                                                        | Pinge               | wertvoll           | Bodendenkmal, Landschaftsschutzgebiet, Naturpark       |                                 |
| Düne im Kühbruch E von Kahl a. M.                         | weitere Bilder | 671R001   | Alzenau Position                | Untermain-Ebene         | Die Sanddüne im Kühbruch bildet zusammen mit der anschließenden Düne in der Sauweide das zum Naturschutzgebiet Alzenauer Sande gehörende Teilgebiet Neufeld. An dem schmalen, unregelmäßig geformten Dünenzug lässt sich der flache Luvhang gegen Westen und steilere Leehang im Osten gut nachvollziehen. Kräftige Westwinde nahmen in den Kaltzeiten feinen Sand aus den Schottern von Main und Kahl auf und lagerten ihn andernorts in Form von Flugsanddecken und Dünen wieder ab. | 6000 200 × 30            | Typ: Düne Art: Sand                                                                                            | kein Aufschluss     | wertvoll           | Naturschutzgebiet, Landschaftsschutzgebiet, FFH-Gebiet |                                 |
| Düne in der Sauweide E von Kahl a. M.                     | weitere Bilder | 671R002   | Alzenau Position                | Untermain-Ebene         | Die Sanddüne in der Sauweide bildet zusammen mit der anschließenden Düne im Kühbruch das zum Naturschutzgebiet Alzenauer Sande gehörende Teilgebiet Neufeld. Zu sehen ist ein schmaler, unregelmäßig geformter Dünenzug. Kräftige Westwinde nahmen in den Kaltzeiten feinen Sand aus den Schottern von Main und Kahl auf und lagerten ihn andernorts in Form von Flugsanddecken und Dünen wieder ab. | 14400 180 × 80           | Typ: Düne Art: Sand                                                                                            | kein Aufschluss     | bedeutend          | Naturschutzgebiet, Landschaftsschutzgebiet, FFH-Gebiet |                                 |
| Beutelstein SW von Oberbessenbach                         |                | 671R003   | Bessenbach Position             | Vorspessart             | Im Wald sind über den ganzen Hang Blöcke von wollsackverwittertem Diorit verteilt. Als der markanteste und größte dieser Dioritfelsen ragt der Beutelstein aus dem Blockstrommeer heraus. | 1000 40 × 25             | Typ: Felswand/-hang, Gesteinsart Art: Diorit                                                                   | Hanganriss/Felswand | wertvoll           | Naturdenkmal, Landschaftsschutzgebiet, Naturpark       |                                 |
| Quarzporphyrbruch NE von Sailauf                          | weitere Bilder | 671A004   | Sailauf Position                | Spessart                | Nördlich von Sailauf wurde im Steinbruch Hartkoppe Rhyolith abgebaut. Es ist ein feinkörniges, dichtes Gestein von rötlicher bis rötlichgrauer Farbe und besitzt ein feinporphyrisches Gefüge. Der Rhyolithkörper steckt zylindrisch im umgebenden Gneis des Rotgneis-Komplexes und wird von Sedimenten des Zechsteins bedeckt. Größere Spalten, die sich meist fast senkrecht durch das Gestein verfolgen lassen, wurden später v. a. mit Eisen- und Mangan- sowie Arsenmineralien ausgefüllt. Der Steinbruch ist die Typlokalität der Minerale Sailaufit und Okruschit. Der Abbau wurde Ende 2017 eingestellt. Auf der 1. Sohle des Steinbruchs ist eine Infotafel angebracht, auf der man sich über den Steinbruch und seine Minerale informieren und in den Steinbruch blicken kann. Diese Tafel ist in den etwa 10 km langen Kulturrundweg Bleckmaul & Sailaufit eingebunden, der in Sailauf an der St.-Vitus-Kirche beginnt. | 60000 300 × 200          | Typ: Gesteinsart, Mineralien, Typlokalität 4 Kontakt Art: Rhyolith, Dolomitstein, Tonstein                     | Steinbruch          | wertvoll           | Naturpark                                              |                                 |
| Aufgel. Quarzitbrüche NNE von Geiselbach                  |                | 671A034   | Geiselbach Position             | Vorspessart             | Am Kreuzberg nordnordöstlich von Geiselbach befinden sich mehrere aufgelassene Steinbrüche. Die hier gewonnenen Gesteine gehören dem 4. Quarzitzug der Geiselbach-Formation an. Von diesem Gestein existieren nur noch sehr wenige gute Aufschlüsse. Aufgrund paläontologischer Befunde von Pteridophyten (Gefäßsporenpflanzen) und Sporen können der Quarzit und die weiter auftretenden Gesteine (teilweise Granat führender Glimmerschiefer und Quarzit-Glimmerschiefer) in den Grenzbereich Silur-Devon gestellt werden. Es handelt sich um mehrere meist sehr kleine (ca. fünf mal fünf Meter) Abbaustellen sowie einen größeren (ca. 40 mal 50 Meter) Steinbruch. In einem der Brüche wurde das Baumaterial für die Kirche St. Magdalena in Geiselbach abgebaut. Das ausgedehnte Abbaugelände erstreckt sich am Südhang des Kreuzbergs über eine Fläche von rund 300 mal 150 Meter. Es liegt in einem Hochwald und ist über einen nicht markierten Wanderweg gut zugänglich. Aufschlüsse bestehen nur noch an wenigen Stellen, jedoch sind überall ausreichend Halden- und Lesefunde möglich. | 2000 50 × 40             | Typ: Gesteinsart Art: Quarzit                                                                                  | Steinbruch          | wertvoll           | Landschaftsschutzgebiet, Naturpark                     |                                 |